# Опръстеняване
Опръстеняването е метод за изучаване на птиците и прилепите, при който те се маркират чрез поставяне на пръстени с уникален идентификационен код на краката им.
Кодът се вписва в база данни заедно с информация за екземпляра, времето и мястото на улавянето му, а птиците се връщат на свобода. При следващо улавяне, опръстенените екземпляри могат да бъдат идентифицирани по кода на пръстените, а в базата данни да се добавят новите данни за него. Събраните данни се анализират и дават важна информация за множество аспекти от живота на птиците.
- Опръстенена малка черногърба чайка
- Опръстеняване на земеродно рибарче

## Международно сътрудничество
Териториите през които прелитат птиците обикновено са огромни, обхващащи многобройни държави и дори континенти. За да бъде по-ефективно наблюдаването им, са създадени държавни и международни организации за координиране на усилията и споделяне на базите данни:
- EURING (Европейски съюз за опръстеняване на птици) координира опръстеняването в Европа. България е член на EURING с национален представител Българската орнитологическа централа.
- SAFRING – координатор и насърчител на опръстеняването в южна Африка[1]
- US Bird Banding Laboratory, в сътрудничество с North American Banding Council отговаря за дейността в САЩ
- Australian Bird and Bat Banding Scheme – отговаря за Австралия[2]

## Процедура
Дейността по опръстеняването изисква първо, улавяне на птиците, последващо измерване на биологични параметри и вписването им в база данни и накрая – самото опръстеняване и освобождаването на птиците.

### Улавяне
Улавянето обикновено се извършва с широки вертикални мрежи, издигани като стена на местата откъдето се очаква да минат птиците. Най-ефективно е това да става по време на периода на миграция или следгнездово скитане и в близост до влажни зони където птиците се хранят и почиват. Мрежите обикновено са черни за да не отразяват слънцето и при разпъването им се остава известна свобода (не са изпънати) за да оформят своеобразни джобове в които птиците се заплитат.

### Снемане на данни
Най-важната информация която трябва да се определи е видът на птицата, тъй като останалите данни биха били безполезни ако не се знае за кой вид се отнасят. След това се правят различни измервания на екземпляра, като:
- размери на тялото и негови части – обща дължина, дължина на крилото, размах на крилата, дължина на опашката, нокътя, клюна и др.
- крилна формула
- охраненост на птиците

Тази информация се вписва в базата данни заедно с идентификационния номер от пръстена който се слага на птицата.

### Опръстеняване
Пръстените обикновено са метални и имат предварително гравиран, или по друг начин нанесен, уникален идентификационен код. Пръстените са с различни диаметри, за различните по размер птици, с процеп през който се вкарва крака на птицата. С обикновени или специални опръстенителни клещи пръстенът се пристяга.
Всеки район има координатор на опръстителната дейност който отговаря за издаването на пръстени. Националният координатор в България е Българската орнитологическа централа.
- Пръстени
- Пристягане чрез опръстенителни клещи
- Сребриста чайка с метален и цветен пръстен

#### Цветни пръстени
Освен пръстени с нанесен символен идентификационен код се използват и цветни пръстени при които които уникалният код представлява комбинация от различни цветни пръстени, понякога в комбинация с отделни символи. Това позволява разпознаването на маркираната птица да стане от разстояние без нуждата от повторно улавяне. Цветните пръстени обикновено са пластмасови и не много устойчиви и често се употребяват успоредно с металните.

### Последващи наблюдения
При повторно намиране на опръстенени птици, в базата данни за съответния екземпляр (разпознат по идентификационния номер) се добавят новите данни. Екземпляри маркирани чрез цветни пръстени или други способи, могат да бъдат разпознати и без да бъдат улавяни, дори от голямо разстояние при наблюдение с бинокъл или телескоп. Това е значително по-лесно от улавянето, но така могат да се установят и по-малко параметри – местоположение и най-общи бележки. По тази причина миграционните данни стават значително по-подробни от останалите за чието определяне е нужно улавяне.

### Анализ на данните
Така акумулираните данни дават възможност за оценка на разнообразни аспекти от живота на птиците:
- миграционни навици, по вписаните координати и време на улавянето или наблюдаването им
- смъртност – намерени мъртви екземпляри също се проверяват за маркировка
- развитие – по вписани тегло, размери и т.н.
- епидемиология – вписват се установени паразити и болести
- други

## Други методи за маркиране
Освен чрез метални и цветни пръстени, за маркирането и проследяването на птиците се използват и множество други прийоми. Изборът на метод се зависи от целите на наблюденията които ще се извършват и естеството на събираната информация, вида на птиците и финансовото обезпечение.

### Крилометки
Цветните крилометки (wing tags) са маркери поставяни на крилата на птиците и, подобно на цветните пръстени, идентифицират птицата чрез уникална комбинация от цветове и символи. Позволяват разпознаване на екземпляра от разстояние, но лесно изпадат, особено при линеенето на птиците. Използват се при по-големи птици, при които крилометката няма да затрудни полета.

### Сигнални предаватели
Чрез радиопредавател, монтиран на тялото на птицата, може да се следи много подробно нейното движение. Установяването на позицията става посредством два полеви приемника чрез триангулация. Този метод е много полезен за проследяване на птици в местности с гъста растителност, както и когато птиците са плашливи и трудно забележими.
Сателитните предаватели позволяват проследяването на миграции на много големи разстояния, но заради големия им размер, употребата им е ограничена само до по-големите птици.

### Други
Понякога се използват пръстенни огърлици за маркиране на видове при които краката трудно се наблюдават, например плуващи птици – лебеди, патици, гъски и др. Птиците могат да бъдат маркирани и чрез оцветяване на отделните пера.

## Опръстенителна дейност в България
Опръстенителната дейност в България се координира от Българската орнитологическа централа, която е национален представител на държавата в Европейския съюз за опръстеняване на птици, EURING. От 1928 г. са опръстенени повече от 600 000 птици. Орнитоцентралата издава удостоверения на опръстенители които са преминали успешно курса за определяне на птици. Тя се грижи и за издаването на бюлетина Bird Ringing Bulletin с информация за свършената работа.

### Закон за биологичното разнообразие
Законът за биологичното разнообразие закриля редица застрашени видове птици и повечето диво срещащи се видове като забранява техния улов за каквито и да било цели (чл. 38, ал.1; чл. 41, ал. 3, т. 1; чл. 44; чл. 46, т.1 и 2). Изключения от тези забрани се позволяват само за целите на научните изследвания и обучението (чл. 48, ал. 2, т. 5), като за целта трябва да бъде издадено писмено разрешение от министъра на околната среда и водите (чл. 49). Това е сложна бюрократична процедура при която трябва предварително да бъдат описани местата, методите, броят и видовете птици които ще бъдат улавяни и обосновката за дейността. Издаденото разрешително се изпраща на РИОСВ, откъдето се назначава инспектор който да контролира дейността.
Тази обща процедура не е съобразена с нуждите на орнитолозите и не предвижда специални условия за улесняване на опръстеняването, което е най-използвания метод за изучаване на птиците. По тази причина, се обсъждат промени в закона, които да регламентират опръстеняването и да направят самата Орнитоцентрала отговорник по издаването на разрешителни за опръстеняване.

## Опръстеняване на птиците в България
Опръстеняването на птиците в България е основен предмет на дейността на Българската орнитологическа централа, която към 2014 г. е поделение на Института по биоразнообразие и екосистемни изследвания при БАН. Опръстенени в България бели щъркели са били намирани в Кипър, Египет, Кения, Уганда и Централноафриканската република.